# インディ・ジョーンズ/若き日の大冒険
『インディ・ジョーンズ/若き日の大冒険』（インディ・ジョーンズ わかきひのだいぼうけん）は、1992年からABCで放送されたアメリカのテレビシリーズ。
日本ではテレビ朝日系列にて1993年1月8日から1993年3月26日まで毎週金曜日に放送された。

## 概要
現代のアメリカで老いたインディ・ジョーンズが、考古学者になる前の少年時代・青年時代の冒険譚を物語るという趣向の作品である。本来歴史教育の教材としてスタートした企画であることから、毎回当時の実在の偉人や有名人が「ゲスト出演」しており、エピソード中に何らかの形でインディに関わるという流れで制作されていた。冒頭は現代の老インディが過去を振り返る、メインに若き日のインディのエピソード、最後は現代の老インディの語りで終わるという流れであった。

## ストーリー
1908年、父ジョーンズ教授に連れられてエジプトに向かった幼いインディは、ジャッカルの黄金の頭像と考古学者ハワード・カーター、トーマス・エドワード・ロレンス（いわゆる「アラビアのロレンス」）が関わる人生最初の大冒険をした。その後も冒険を続けたインディは義侠心からメキシコの革命家パンチョ・ビリャの革命軍に参加するが、メキシコの戦いは自分の戦いではないこと、革命が救うべき民衆を苦しめていることに気づいて、「全ての戦争を終わらせる戦争」第一次世界大戦への参加を決意する。
過酷な戦場でインディは実戦部隊から諜報部へと転じ、ある時はシャルル・ド・ゴールと共に捕虜になったり、ある時はマタ・ハリとつかの間の恋に落ちたり、ある時はレーニンの革命組織に潜入したりするが、ついに戦争は終わる。しかし、パリ平和会議にアーノルド・J・トインビーとともに参加したインディは、「全ての戦争を終わらせる戦争」がただの次の戦争の火種作りでしかなかったことを知る。そして革命にも戦争にも冒険にも幻滅したインディは、シカゴ大学で普通の学生になって本格的に考古学を勉強することを決意するが、それでもなおルームメイトのエリオット・ネスや学資稼ぎのバイトをめぐる冒険の日々は続く。

## キャスト
- 少年インディ / ヘンリー・ジョーンズ・ジュニア - コーリー・キャリアー（英語版）
- 青年インディ / インディアナ・ジョーンズ - ショーン・パトリック・フラナリー
- 老年インディ - ジョージ・ホール（英語版）
- ヘンリー・ジョーンズ・シニア教授 - ロイド・オーウェン（英語版）

インディの父親
- アンナ・ジョーンズ - ルース・デ・ソーサ

インディの母親
- ミス・ヘレン・セイモア - マーガレット・タイザック（英語版）

インディの家庭教師
- レミー・ボードワン - ロニー・クットゥール（英語版）

インディの親友
- 50歳のインディ - ハリソン・フォード

| 役名                                           | 俳優                                           | Chapter         | Chapter         | Chapter         | Chapter         | Chapter         | Chapter         | Chapter         | Chapter       | Chapter       | Chapter       | Chapter       | Chapter       | Chapter       | Chapter       | Chapter       | Chapter             | Chapter             | Chapter             | Chapter             | Chapter             | Chapter             | Chapter             |
| 役名                                           | 俳優                                           | The Early Years | The Early Years | The Early Years | The Early Years | The Early Years | The Early Years | The Early Years | The War Years | The War Years | The War Years | The War Years | The War Years | The War Years | The War Years | The War Years | The Years of Change | The Years of Change | The Years of Change | The Years of Change | The Years of Change | The Years of Change | The Years of Change |
| 役名                                           | 俳優                                           | 01              | 02              | 03              | 04              | 05              | 06              | 07              | 08            | 09            | 10            | 11            | 12            | 13            | 14            | 15            | 16                  | 17                  | 18                  | 19                  | 20                  | 21                  | 22                  |
| ---------------------------------------------- | ---------------------------------------------- | --------------- | --------------- | --------------- | --------------- | --------------- | --------------- | --------------- | ------------- | ------------- | ------------- | ------------- | ------------- | ------------- | ------------- | ------------- | ------------------- | ------------------- | ------------------- | ------------------- | ------------------- | ------------------- | ------------------- |
| ヘンリー・“インディアナ”・ジョーンズ・ジュニア | コーリー・キャリアー (8 – 10歳頃)              |                 |                 |                 |                 |                 |                 |                 |               |               |               |               |               |               |               |               |                     |                     |                     |                     |                     |                     |                     |
| ヘンリー・“インディアナ”・ジョーンズ・ジュニア | ショーン・パトリック・フラナリー (16 – 21歳頃) |                 |                 |                 |                 |                 |                 |                 |               |               |               |               |               |               |               |               |                     |                     |                     |                     |                     |                     |                     |
| ヘンリー・“インディアナ”・ジョーンズ・ジュニア | ハリソン・フォード (50歳頃)                    |                 |                 |                 |                 |                 |                 |                 |               |               |               |               |               |               |               |               |                     |                     |                     |                     |                     |                     |                     |
| ヘンリー・“インディアナ”・ジョーンズ・ジュニア | ジョージ・ホール (93歳頃)                      |                 |                 |                 |                 |                 |                 |                 |               |               |               |               |               |               |               |               |                     |                     |                     |                     |                     |                     |                     |
| ヘンリー・ジョーンズ・シニア                   | ロイド・オーウェン                             |                 |                 |                 |                 |                 |                 |                 |               |               |               |               |               |               |               |               |                     |                     |                     |                     |                     |                     |                     |
| アンナ・メアリー・ジョーンズ                   | Ruth de Sosa                                   |                 |                 |                 |                 |                 |                 |                 |               |               |               |               |               |               |               |               |                     |                     |                     |                     |                     |                     |                     |
| ヘレン・マーガレット・シーモア                 | マーガレット・タイザック                       |                 |                 |                 |                 |                 |                 |                 |               |               |               |               |               |               |               |               |                     |                     |                     |                     |                     |                     |                     |
| レミー・ボードワン                             | ロニー・クットゥール                           |                 |                 |                 |                 |                 |                 |                 |               |               |               |               |               |               |               |               |                     |                     |                     |                     |                     |                     |                     |
| トーマス・エドワード・ロレンス                 | ジョゼフ・ベネット (若い頃)                    |                 |                 |                 |                 |                 |                 |                 |               |               |               |               |               |               |               |               |                     |                     |                     |                     |                     |                     |                     |
| トーマス・エドワード・ロレンス                 | ダグラス・ヘンシュオール                       |                 |                 |                 |                 |                 |                 |                 |               |               |               |               |               |               |               |               |                     |                     |                     |                     |                     |                     |                     |
| アーネスト・ヘミングウェイ                     | ジェイ・アンダーウッド                         |                 |                 |                 |                 |                 |                 |                 |               |               |               |               |               |               |               |               |                     |                     |                     |                     |                     |                     |                     |

### 登場する歴史上の人物たち
セオドア・ルーズベルト、T・E・ロレンス、ムスタファ・ケマル・アタテュルク、ノーマン・ロックウェル、シャルル・ド・ゴール、レオ・トルストイ、ウィンストン・チャーチル、ロバート・グレーヴス、ジークフリード・サスーン、アーネスト・ヘミングウェイ、マンフレート・フォン・リヒトホーフェン、パウル・フォン・レットウ＝フォルベック、ジョージ・パットン、アル・カポネ、パブロ・ピカソ、フレデリック・セルー、ゾフィー・ホーエンベルク、マタ・ハリなど有名、無名に関係なく歴史上の人物をほとんどのエピソードで登場させている。

### ゲスト出演
著名な俳優や女優によるゲスト出演（架空の人物または歴史上の人物を演じる）は以下の通り。
キャサリン・ゼタ＝ジョーンズ、ダニエル・クレイグ、クリストファー・リー、クラーク・グレッグ、トム・コートネイ、ピーター・ファース、ヴァネッサ・レッドグレイヴ、ベアタ・ポズニアック、ジェニファー・エール、エリザベス・ハーレイ、ティモシー・スポール、アン・ヘッシュ、ポール・フリーマン、ジャン＝ピエール・カスタルディ、ジェフリー・ライト、ジェローン・クラッベ、ジェイソン・フレミング、マイケル・キッチン、ケヴィン・マクナリー、フランチェスコ・クイン、イアン・マクダーミド、マックス・フォン・シドー、ダグラス・ヘンショール、ジョン・パートウィー、ショーン・パートウィー、ビンセンツォ・ニコリ、テリー・ジョーンズ、キース・デヴィッド、ルーカス・ハース、フランク・ヴィンセント、ジェイ・アンダーウッド、マイケル・ガフ、マリア・チャールズ、エルザ・ジルベルスタイン、イザック・ド・バンコレ、エミール・アボソロ・ムボ、ハルク・ビルギナー、サギノー・グラント。

## エピソード
くわしくはen:List of The Young Indiana Jones Chronicles episodes参照。なお、構成は現行版のものであり、エピソードが製作順・放映順ではなく作品中の時系列に沿った順番に変更されて再構成され、中には新規作成エピソードや本国での未放映エピソードも含まれている。
- エピソード01『初めての冒険/ My First Adventure』（設定年度：1908年、舞台：エジプト）
- エピソード02『生きる情熱/ Passion for Life』（設定年度：1908年&1909年、舞台：パリ&ケニア）
- エピソード03『危険なキューピット/ The Perills of Cupid』（設定年度：1908年、舞台：フィレンツェ&ウィーン）
- エピソード04『父との旅/ Travels with Father』（設定年度：1910年、舞台：ロシア&ギリシャ）:TVスペシャル。日本未放映。
エピソード04は、旧TV版終了後に製作されたTVスペシャル版の最終エピソード、すなわち本来はシリーズ最終作である。
- エピソード05『輝きの旅/ Journey of Radiance』（設定年度：1910年、舞台：インド&中国）
- エピソード06『早春の大冒険/ Spring Break Adventure』（設定年度：1916年、舞台：メキシコ）
エピソード01と06は本来パイロットフィルム用の一つのエピソードであり、日本では洋画枠で放映された（邦題は「ジャッカルの呪い」）。
- エピソード07『Love's Sweet Song』（設定年度：1916年、舞台：アイルランド&イリス島）:日本未放映
- エピソード08『要塞からの脱出/ Trenches of Hall』（設定年度：1916年、舞台：ソンム&ドイツ）
- エピソード09『Demons of Deception』（設定年度：1916年、舞台：パリ）:日本未放映
- エピソード10『ファントム・トレイン/ The Phantom Train of Doom』（設定年度：1916年、舞台：ドイツ&アフリカ）
- エピソード11『聖者オガンガの伝説/ Oganga, The Giver and Taker of Life』（設定年度：1916年、舞台：アフリカ）
- エピソード12『大空の勇者たち/ Attack of the Hawkman』（設定年度：1917年、舞台：オーストリア）:TVスペシャル。日本未放映。ビデオソフトのみ販売。
- エピソード13『革命前夜のスパイ/ Adventures in the Secret Service』（設定年度：1917年、舞台：オーストリア&プラハ）
- エピソード14『Espionage Escapades』（設定年度：1917年、舞台：スペイン&プラハ）:日本未放映
- エピソード15『砂漠の勇者たち/ daredevils of the Desert』（設定年度：1917年、舞台：パレスチナ）
- エピソード16『イノセント・ストーリー/ Tales of Innocence』（設定年度：1917年、舞台：イタリア&モロッコ）
- エピソード17『悪の仮面/ Masks of Evil』（設定年度：1918年、舞台：イスタンブール&トランシルバニア）
- エピソード18『ピーコック･アイの秘宝（孔雀の眼の秘宝）/ Treasure of the Peacock's Eye』（設定年度：1919年、舞台：エジプト&ジャワ島&南太平洋）:ＴＶスペシャル。洋画枠で放映。
- エピソード19『The Winds of Change』（設定年度：1919年、舞台：パリ&プリンストン）:日本未放映。
- エピソード20『ミステリー・オブ・ザ・ブルース/ Mystery of the Blues』（設定年度：1920年、舞台：シカゴ）:日本未放映。ビデオソフトのみ販売。
- エピソード21『Scandal of the 1920』（設定年度：1920年、舞台：ニューヨーク）:日本未放映。
- エピソード22『ハリウッドの英雄インディ/ Hollywood Follies』（設定年度：1920年、舞台：ハリウッド）:TVスペシャル。

## 日本語吹替
| 役名           | 俳優                             | 日本語吹き替え                  | 日本語吹き替え                                     | 日本語吹き替え                |
| 役名           | 俳優                             | ジャッカルの呪い                | テレビシリーズ                                     | 孔雀の眼の秘宝                |
| -------------- | -------------------------------- | ------------------------------- | -------------------------------------------------- | ----------------------------- |
| 少年インディ   | コーリー・キャリアー             | 田中真弓                        | 浦野裕介                                           | -                             |
| 青年インディ   | ショーン・パトリック・フラナリー | 宮本充                          | 宮本充                                             | 宮本充                        |
| 老年インディ   | ジョージ・ホール                 | 北村和夫                        | 北村和夫                                           | -                             |
| ジョーンズ教授 | ロイド・オーウェン               | 津田英三                        | 菅生隆之                                           | -                             |
| アンナ         | ルース・デ・ソーサ               | 佐々木優子                      | 塩田朋子                                           | -                             |
| ミス・セイモア | マーガレット・タイザック         | 藤波京子                        | 北村昌子                                           | -                             |
| レミー         | ロニー・クットゥール             | -                               | 麦人                                               | 島香裕                        |
| 50歳のインディ | ハリソン・フォード               | -                               | -                                                  | -                             |
| スタッフ       |                                  |                                 |                                                    |                               |
| 演出           |                                  | 福永莞爾                        | 河村常平                                           | 福永莞爾                      |
| 翻訳           |                                  | 武満真樹                        | 岩本令                                             | 武満真樹                      |
| 構成           |                                  | -                               | 城啓介                                             | -                             |
| 調整           |                                  | 栗林秀年                        | 田中和成                                           | 高久孝雄                      |
| 編集           |                                  | -                               | 石川逸世子                                         | -                             |
| 効果           |                                  | リレーション                    | -                                                  | リレーション                  |
| 制作進行       |                                  | -                               | 大谷幸雄                                           | -                             |
| プロデューサー |                                  | -                               | 久保田晃（ABC） 太田充彦（ABC） 岩渕昇（東北新社） | 松田佐栄子（テレビ朝日）      |
| 制作           |                                  | 東北新社                        | ABC 東北新社                                       | 東北新社                      |
| 初回放送       |                                  | 1992年12月20日 『日曜洋画劇場』 |                                                    | 1999年1月3日 『日曜洋画劇場』 |

## 日本における放送枠
本作は、テレビ朝日系列の金曜21時台の枠でのテレビドラマは『ハングマンGOGO』以来となったが、本格的なドラマ枠の再開ではない。これは、前年、1992年9月まで放送されていた「素敵にドキュメント」がやらせ疑惑（詳細当該項参照）により打ち切られたため、同10月-12月の単発枠「金曜ファミリープレゼント」に引き続き、新番組が始まる1993年4月までの一時的なつなぎ番組として放送されたものが本作である。
この為、アメリカ側で制作された全エピソードは放送されておらず日本では全体の半分ほどが未放映であった。日本での放送時には序盤に資料映像を交えた歴史の解説パートが挿入されており、21時台の放送時間の尺に合わせて一部のシーンをカット編集したものが放送された。また番組のEDには、青年インディ役の主演のショーン・パトリック・フラナリーが歌う『あくなき挑戦 - Johnson Was A Snowball Who Loved The Beach (1993年、ポニーキャニオン)』も流されていた。
後にアメリカ側で2時間枠で制作放映された第30話にあたる「ピーコック・アイの秘宝」が日曜洋画劇場で放映された。また深夜枠でも、金曜21時台に放送されたものが再放送されたが、序盤の資料映像の解説パートはカットされており、吹き替え収録済みで未放映エピソードだったパリ編が併せて放送された。

### ネット局
系列は当時の系列。
| 放送対象地域   | 放送局             | 系列                          | 備考               |
| -------------- | ------------------ | ----------------------------- | ------------------ |
| 近畿広域圏     | 朝日放送           | テレビ朝日系列                | 制作局・幹事局     |
| 関東広域圏     | テレビ朝日         | テレビ朝日系列                |                    |
| 北海道         | 北海道テレビ       | テレビ朝日系列                |                    |
| 青森県         | 青森朝日放送       | テレビ朝日系列                |                    |
| 宮城県         | 東日本放送         | テレビ朝日系列                |                    |
| 秋田県         | 秋田朝日放送       | テレビ朝日系列                |                    |
| 山形県         | 山形放送           | 日本テレビ系列 テレビ朝日系列 |                    |
| 福島県         | 福島放送           | テレビ朝日系列                |                    |
| 新潟県         | 新潟テレビ21       | テレビ朝日系列                |                    |
| 長野県         | 長野朝日放送       | テレビ朝日系列                |                    |
| 静岡県         | 静岡けんみんテレビ | テレビ朝日系列                | 現：静岡朝日テレビ |
| 石川県         | 北陸朝日放送       | テレビ朝日系列                |                    |
| 中京広域圏     | 名古屋テレビ       | テレビ朝日系列                |                    |
| 広島県         | 広島ホームテレビ   | テレビ朝日系列                |                    |
| 香川県・岡山県 | 瀬戸内海放送       | テレビ朝日系列                |                    |
| 福岡県         | 九州朝日放送       | テレビ朝日系列                |                    |
| 長崎県         | 長崎文化放送       | テレビ朝日系列                |                    |
| 熊本県         | 熊本朝日放送       | テレビ朝日系列                |                    |
| 鹿児島県       | 鹿児島放送         | テレビ朝日系列                |                    |

## VHSビデオソフト版
テレビ朝日系列での放映終了後の1993年4月から、日本国内でテレビ放映されたものと未放映だったパリ編を含めたVHSビデオシリーズの全8巻がポニーキャニオンよリリースされた。このビデオ版はテレビ放映の際にカットされたシーンを全収録したノーカット完全版であり、字幕スーパー版と吹き替え版それぞれリリースされていた。
このVHSビデオ版は放映順の収録ではなく下記の収録で発売され、冒頭も資料映像の解説パートではなくアメリカでの放映と同じくその回のダイジェストが映像が原語のまま流れ、巻末に次巻収録のエピソードの予告と、前述の『あくなき挑戦』をバックにエンドロールという構成となる。また、ビデオ・キャンペーンクイズとして鈴木杏樹が出題するプレゼントクイズも収録されていた。
- インディ・ジョーンズ 若き日の大冒険 第1巻　エジプト・メキシコ編
- インディ・ジョーンズ 若き日の大冒険 第2巻　バルセロナ・ソンム編
- インディ・ジョーンズ 若き日の大冒険 第3巻　ドイツ・ウィーン編
- インディ・ジョーンズ 若き日の大冒険 第4巻　ドイツ領 東アフリカ・コンゴ編
- インディ・ジョーンズ 若き日の大冒険 第5巻　パリ・メイキング編
- インディ・ジョーンズ 若き日の大冒険 第6巻　オーストリア・イギリス領東アフリカ編
- インディ・ジョーンズ 若き日の大冒険 第7巻　ペトログラード・ロンドン編
- インディ・ジョーンズ 若き日の大冒険 第8巻　ヴェルダン・北京編

その後2000年にはビクターエンタテインメント/CIC・ビクタービデオより『アドベンチャーズ・オブ・ヤングインディ・ジョーンズ』というタイトルでVHSビデオ版が発売。こちらはジョージ・ホール演じる老インディのパートが全面カットされ、ショーン・パトリック・フラナリー演じる青年インディのパートのみで再編集・構成し直したものである。